# Lowshān
Lowshān (persiska: لوشان) är en ort i Iran.   Den ligger i provinsen Gilan, i den nordvästra delen av landet, 200 km nordväst om huvudstaden Teheran. Lowshān ligger 342 meter över havet och antalet invånare är 14 596.
Terrängen runt Lowshān är huvudsakligen kuperad. Lowshān ligger nere i en dal.Runt Lowshān är det ganska glesbefolkat, med 29 invånare per kvadratkilometer. Närmaste större samhälle är Manjīl, 16,7 km nordväst om Lowshān. Trakten runt Lowshān består i huvudsak av gräsmarker.